# Schweizer Spende

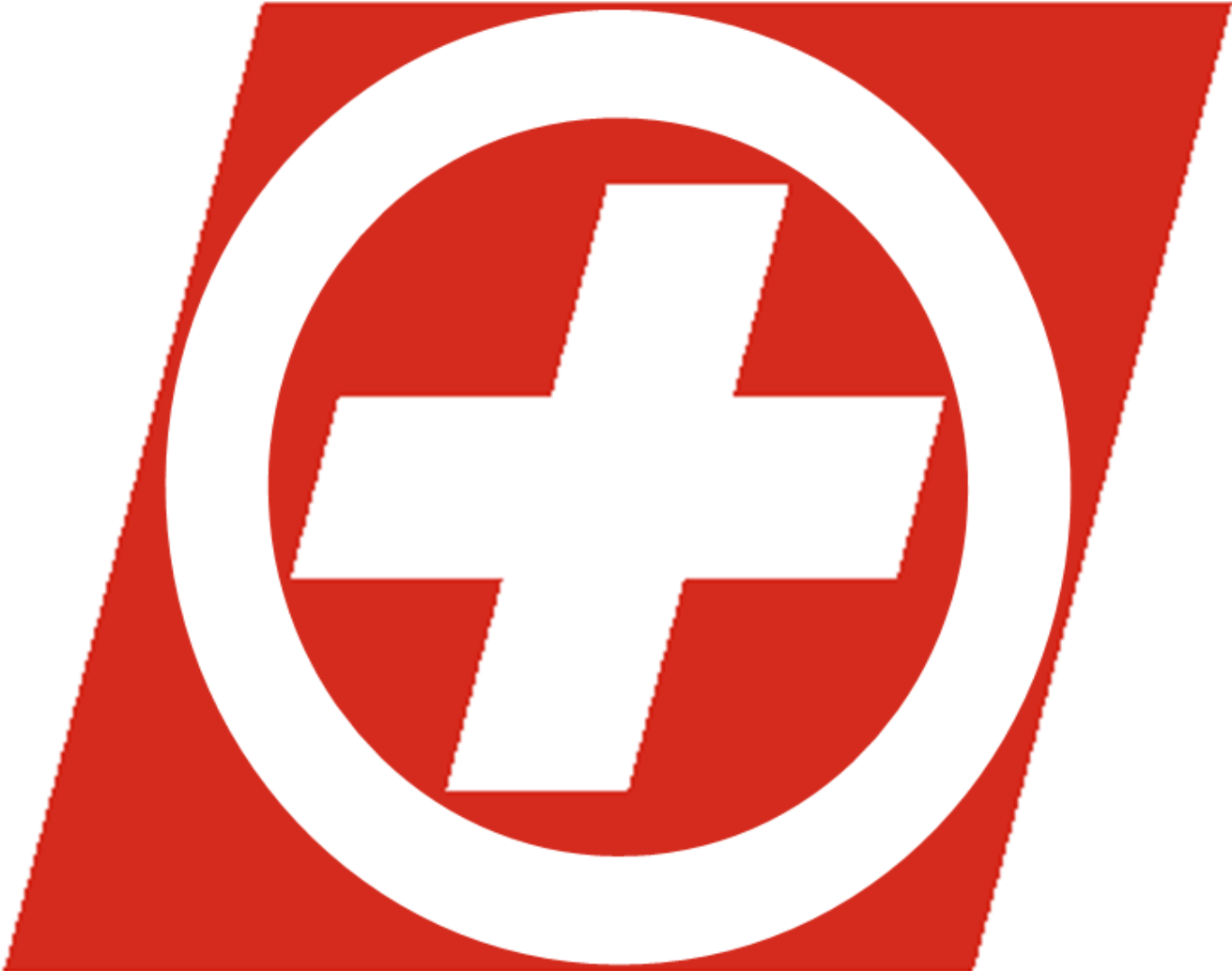
Schweizer Spende

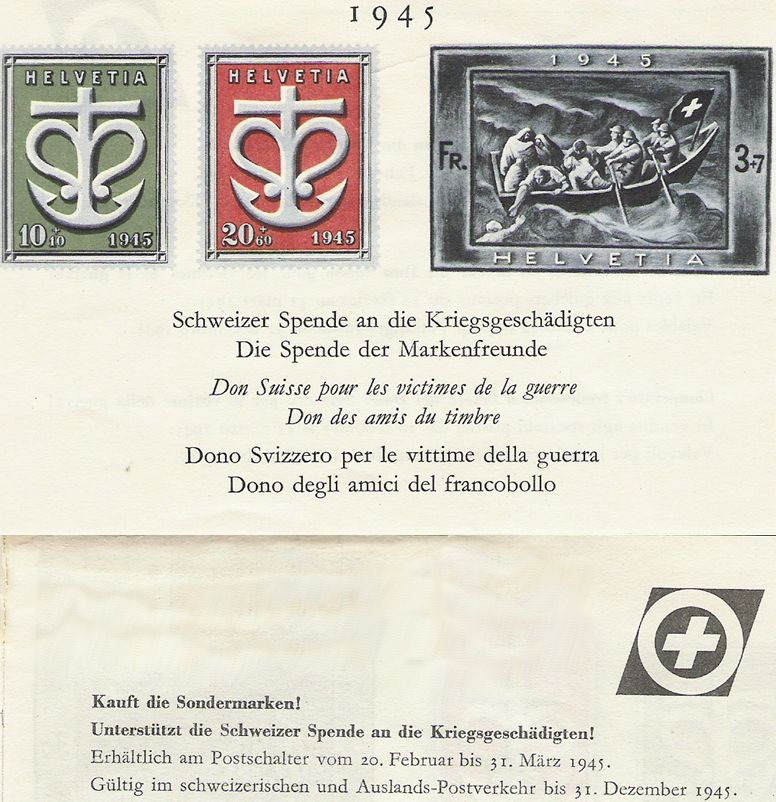
Schweizer Spende der Markenfreunde 1945

Die Schweizer Spende an die Kriegsgeschädigten (auch in der Schreibweise und kurz als Schweizerspende gebräuchlich,französisch Don suisse pour les victimes de la guerre, italienisch Dono svizzero per le vittime di guerra, rätoromanisch Donaziun svizra) in Europa von 1944 bis 1948 war eine öffentliche Sammlung des Schweizer Volkes als Ausdruck der Solidarität mit den Opfern des Zweiten Weltkrieges.

## Sammelaktion
Die Botschaft des Bundesrates vom 1. Dezember 1944 gab zusammen mit der Broschüre «Unser Volk will danken» (Auflage 1,5 Mio. Exemplare) den Anstoss für die grösste Schweizer Sammelaktion während des Zweiten Weltkrieges: «Die Schweizer Spende an die Kriegsgeschädigten soll unserer Bevölkerung Gelegenheit bieten, die Gefühle der Nächstenliebe, die sie empfindet, zu bezeugen. Jeder Schweizer, ob jung oder alt, arm oder reich, soll die Möglichkeit erhalten, an einem Werk teilzunehmen, durch das er gegenüber den schwergeprüften Nächsten einer moralischen Verpflichtung nachkommt. […] Diese karitative Mission entspricht einer der achtbarsten Überlieferungen der Schweiz. Wir betreten damit keine neuen Wege. Weil aber das zu lindernde Elend verbreitet ist und tiefer geht als je zuvor, muss auch unsere Hilfsbereitschaft nach einer entsprechenden Kraftanstrengung rufen.»
Vom Bund wurden im Dezember 1944 über 150 Millionen Franken bereitgestellt, während die öffentliche Sammlung von Februar 1945 bis März 1946 weitere 50 Millionen erbrachte, was nach heutigem (2005) Wert etwa 1 Milliarde Schweizer Franken entspricht.

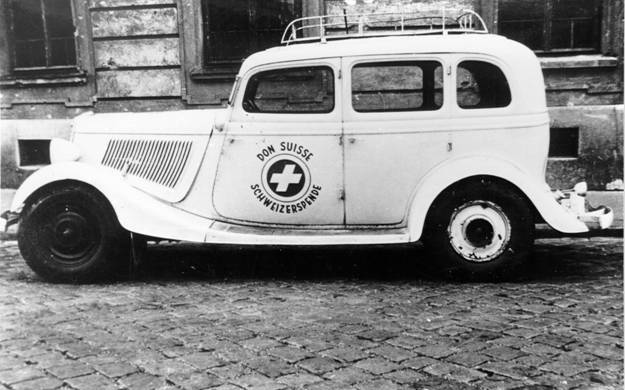
Fahrzeug des Schweizerspende-Teams in Wien (Foto Berufsrettung Wien)

## Hilfsorganisationen
Mit der Schweizer Spende wurden ab 1944 humanitäre Hilfstätigkeiten in achtzehn europäischen Ländern inklusive Deutschlands finanziert.
Der Bundesrat setzte ein Nationales Komitee unter dem Präsidium von Alt-Bundesrat Ernst Wetter mit Vertretern aller Volksschichten ein, das die wichtigsten Richtlinien des Hilfswerkes bestimmte. Rodolfo Olgiati (1905–1986), ein Mathematiklehrer aus Bern, der bereits die Schweizerische Arbeitsgemeinschaft für Spanienkinder (SAS) gegründet hatte, ab 1940 Zentralsekretär der Schweizerischen Arbeitsgemeinschaft für kriegsgeschädigte Kinder (SAK) und ab 1942 der Kinderhilfe des Schweizerischen Roten Kreuzes war, wurde 1943 zum Leiter der Zentralstelle der Schweizer Spende ernannt.

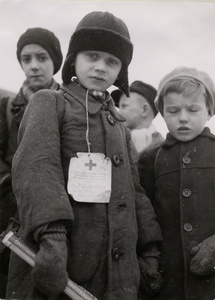
Kinderhilfe des SRK: Wiener Kinder vor der Abreise in die Schweiz

Die eigentliche Durchführung der Aktionen im Ausland wurden vor allem dem Schweizerischen Roten Kreuz und der Kinderhilfe des Schweizerischen Roten Kreuzes, dem Schweizerischen Arbeiterhilfswerk, dem Schweizerischen Caritas-Verband und dem Hilfswerk der Evangelischen Kirchen der Schweiz übertragen.
Die «Länderbüros» der Schweizer Spende koordinierten die Hilfeleistung in den einzelnen Ländern. Daneben gab es die «Abteilung für Hospitalisierung», «Büros für Schulung», «landwirtschaftliche Büros», «Büro für Hilfskräfte», «Patenschaftsdienst» und als wichtigstes Fachbüro der «sanitätstechnische Dienst». Ein speziell eingerichtetes «Reisebüro» organisierte die Reisen der Hilfskräfte in das kriegsversehrte Europa und besorgte rund 5200 Visa für Mitarbeiter der Schweizer Spende und 1200 für Mitarbeiter anderer Hilfsorganisationen.

### Helfer
Bekannte Künstler, Fotografen und Freiwillige aus vielen Berufsgruppen setzten sich selbstlos für die Hilfsprojekte ein, wie folgende Beispiele zeigen:
- Regina Kägi-Fuchsmann (1889–1972), Geschäftsführerin des Schweizer Arbeiterhilfswerks (SAH), beteiligte sich massgeblich an der Organisation der Schweizer Spende. 1948 wurde sie Präsidentin der Nachfolgeorganisation der Schweizer Spende, der Schweizer Europahilfe (Schweizer Auslandhilfe).

- August R. Lindt (1905–2000), Delegierter des IKRK im zerstörten Berlin, half bei der Organisation der Schweizer Spende. Von 1956 bis 1960 war er Hochkommissar der Vereinten Nationen für Flüchtlinge

- Gertrud Lutz-Fankhauser (1911–1995) – die Frau von Carl Lutz und nachmalige UNICEF-Vizepräsidentin – reiste im Januar 1946 für die Schweizer Spende mit einer Ärztemission nach Bosnien. Im Nachkriegswinter 1946/1947 leitete sie eine Mission der «Schweizer Spende» in Finnland und anschliessend in Polen (1947–1948).

- Elisabeth Rotten (1882–1964), Reformpädagogin, organisierte als Leiterin des Schweizer Spende Büros für kulturellen Austausch im Herbst 1948 für deutsche Pädagogen  eine Reise in die Schweiz mit dem Ziel, sie aus ihrer Isolation herauszuholen und wieder international zu integrieren.

- Margherita Zoebeli (1912–1996), Reformpädagogin, baute neben zahlreichen Hilfsaktionen mit dem Schweizer Arbeiterhilfswerk das international anerkannte Centro educativo italo-svizzero CEIS in Rimini auf, war von 1946 bis 1971 dessen Leiterin und blieb zeitlebens mit ihm verbunden.

## Hilfeleistungen

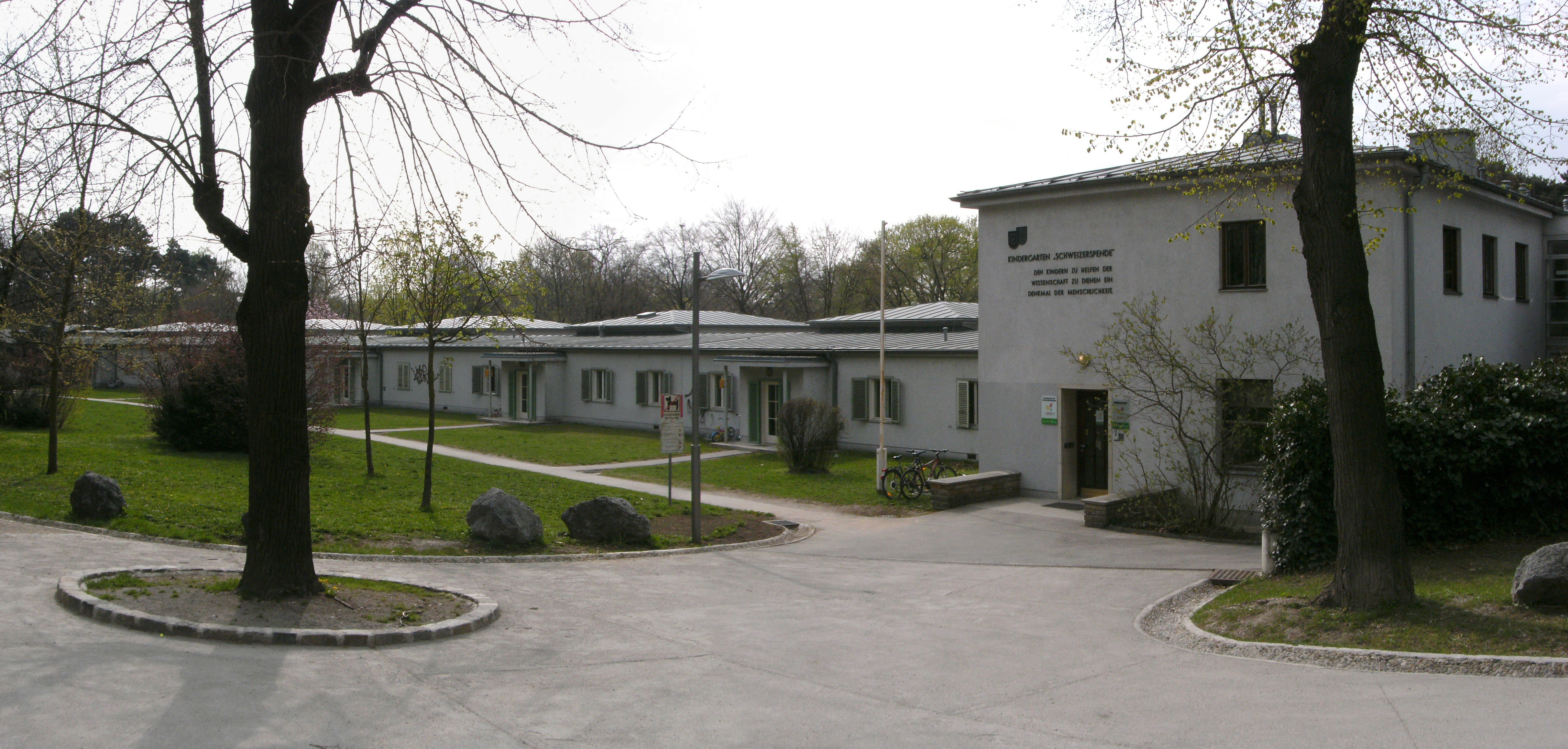
Sonderkindergarten Schweizer Spende von 1949 in Wien (Architekt Franz Schuster)

Die dringlichsten Hilfeleistungen galten dem Kampf gegen den Hunger, die Kälte und Obdachlosigkeit und dem Kampf gegen die Krankheit. Die von Schweizer Fachleuten betreuten Hilfsprojekte reichten vom Haushalt über die Schule bis zu Spitaleinrichtungen. In Zusammenarbeit mit der UNESCO half die Schweizer Spende im Wiederaufbau von Schulen und Bibliotheken und beim Organisieren von Kursen und mit Stipendien.
Für die Hilfsarbeit galt der Grundsatz der Überparteilichkeit im Sinne Henry Dunants. Weder konfessionelle noch politische Einstellung, sondern allein das Ausmass der Not sollte eine Rolle spielen. Das Prinzip der überparteilichen Hilfe war Teil des gesamtschweizerischen Charakters der Schweizer Spende. Sie stützte sich auf das ganze Schweizervolk und war nicht das alleinige Werk einer konfessionellen oder weltanschaulichen Gruppe.

## Information der Bevölkerung
Der Schweizer Maler und Zeichner Charles Hug (1899–1979) gestaltete als Armeereporter Plakate für die «Schweizer Spende». Unmittelbar nach Kriegsende fotografierte Paul Senn im Auftrag der Schweizer Spende in Deutschland und Frankreich. Der Fotoreporter Theo Frey reiste 1945 im Auftrag des Schweizerischen Roten Kreuzes für die Schweizer Spende in die kriegsversehrten Gebiete in Lothringen und der Normandie. 1947 reiste Paul Senn mit weiteren Schweizer Reportern auf Einladung der Schweizer Spende nach Finnland. In Deutschland dokumentierte er den Wiederaufbau.
Die Schweizerische Monatsschrift «Du» vom Mai 1946 enthält eindrückliche Texte und Fotos von Werner Bischof über die Schweizer Spende. Arnold Kübler schrieb über das Elend von Hunderttausenden von Kindern, die in Europa im Zweiten Weltkrieg ihren Vater, Mutter und Geschwister verloren hatten und zeigte, dass die Tätigkeit der Hilfswerke und der Schweizer Spende lebenswichtig für unzählige Menschen war.
1949 wurde ein umfassender Abschlussbericht mit einer vorbildlichen Fotodokumentation durch die Schweizer Fotografen Werner Bischof (1916–1954), Paul Senn, Ernst Scheidegger und dem Grafiker Adolf Flückiger erstellt. Der Bericht dokumentiert und beschreibt alle Hilfeleistungen und die Verwendung der Gelder.

## Beispiele der Hilfe

### Schülerspeisung für die Stadt Wien und Umgebung

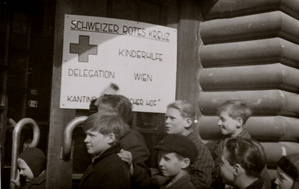
Kinderausspeiseaktion: Eingang zur Kantine des "Bayrischen Hofes" in Wien

Im September 1945 trafen die ersten Lieferungen von Lebensmitteln für die Schülerspeisung von 127'000 Kindern sowie Medikamente und Sanitätsmaterial ein. Um der Säuglingssterblichkeit entgegenzuwirken, wurde an die Kleinkinder Milch verteilt. 1946 erhielten alle Schulkinder der Stadt Wien zum Schulbeginn sowie an Weihnachten 319'000 Kinder Wiens, Niederösterreichs und dem Burgenland eine Tafel Schokolade. Daneben gab es Wolldecken, Windeln, Wolle und Stopfgarn zum Flicken, Herren-, Damen- und Kinderschuhe, Nähmaschinen, Haushaltsartikel, Einrichtungsgegenstände und Ausrüstungen für Schuster- und Schneiderwerkstätten, Geräte für den Betrieb von Großküchen. Für tuberkulosekranke Wiener organisierte die «Schweizer Spende» 135 Aufenthalte in Davos und Arosa.
Bis Ende 1946 fanden folgende Lieferungen der «Schweizer Spende» nach Wien, Niederösterreich und dem Burgenland statt:
- 8'687 Tonnen Lebensmittel, Medikamente, Sanitätsmaterial, Arztbehelfe im Werte von 1,2 Millionen Schweizer Franken

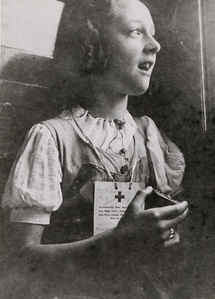
Wiener Mädchen reist im Kinderzug in die Schweiz

- 33'315 kg und 24'559 Stück Textilien
- 24'812 Paar Schuhe

### Kinderzüge von Hamburg in die Schweiz
In zwei Tagen und zwei Nächten fuhren Hamburger vier- bis zehnjährige Kinder, organisiert durch das Schweizerische Rote Kreuz, mit dem Zug in die Schweiz. Sie wurden zum „Aufpäppeln“ für drei Monate von freundlichen Schweizer Gastfamilien im Sinne der christlichen Nächstenliebe eingeladen und in die Familie aufgenommen. Daraus entwickelten sich bei den Kriegskindern lebenslange Gefühle der Dankbarkeit und Verbundenheit. Insgesamt hat die Schweizer Bevölkerung 44.000 Kriegskindern aus Deutschland persönlich geholfen.

### Schweizer Hilfe am Bodensee
- Friedrichshafen: Schweizer Kinder wurden die Tausende von Kinder genannt, die von „großherzigen“ Schweizern eingeladen wurden und beispielsweise über Friedrichshafen in die Schweiz einreisten.
- Konstanz: Schulspeisungen mit Erbsen-, Hafer- oder Gerstensuppe wurden ab Frühjahr 1946 für drei Monate vom Kreuzlinger Fabrikanten Carl Schuler und der Kreuzlingerin Frida Sigrist organisiert. Im Jahr 1946 wurden Konstanzer Schüler am Kreuzlinger Zoll von Thurgauer Familien mehrmals wöchentlich zum Essen und Einkleiden eingeladen.[6]

### Buchenwaldkinder
Das Kinderheim «Felsenegg» auf dem Zugerberg nahm im Rahmen der Schweizer Spende nach dem Krieg eine Gruppe von jüdischen Kindern aus dem Konzentrationslager Buchenwald zur Erholung auf.